# 코소보 전쟁
코소보 전쟁(영어: Kosovo War) 또는 코소보 충돌은 1999년 유고슬라비아 연방 공화국의 코소보와 알바니아에서 벌어진 전쟁이다. 보스니아 전쟁에 이어 유고슬라비아 전쟁의 일부로 보아지는 경우가 많다.

## 배경
본래 코소보 지역은 세르비아의 영토였으나 오스만 제국 통치 이후 알바니아계 무슬림들이 다수 거주하는 지역이 되었다. 근현대의 알바니아인과 세르비아인 간의 갈등은 1878년~1879년 세르비아 공국과 몬테네그로 공국에 의하여 무슬림 알바니아계 인구가 강제이주된 사건에서 드러나며, 여러 전쟁을 거쳐 고조되던 민족감정은 유고슬라비아 사회주의 공화국의 성립 이후에도 존재하였다. 1968년 일어난 학생운동에 대응하여 티토는 자치권과 알바니아어의 공인 등 유화 정책을 제시하였고 1974년 코소보 자치주가 인정되기에 이르렀다.
티토 사후 코소보를 포함하여 유고슬라비아 전체가 민족주의의 난발로 혼란에 휩싸인 가운데 1989년 대세르비아주의자 슬로보단 밀로셰비치가 유고슬라비아 대통령에 취임하였고, 1990년대 초 세르비아 민족주의의 성지인 코소보로부터 자치권을 박탈하고 코소보 메토히야 자치주를 성립시켜 분리주의를 박해하자 인구의 절대다수를 차지하는 알바니아계 코소보인들에게서 큰 반발이 나왔다. 이후 유고슬라비아 전쟁 속에 여러 민족국가들이 분리독립하면서 코소보 역시 자치권을 넘어 분리독립의 의견이 강해지게 되었다.

## 전쟁의 발발
1990년 전후부터 코소보 지역에서 여러 반대시위가 있었고 1990년대 초에 조직된 대알바니아주의 분리독립 민병단체 코소보 해방군(UÇK 또는 KLA)이 1995년부터 코소보 지역에서 경찰에 대한 사보타주 등 무력활동을 시작하였다. KLA를 세르비아에서는 테러단체로, 알바니아에서는 박해에 대한 저항단체로 규정한다. 한편 알바니아에서는 살리 베리샤 정권의 경제정책 실패로 전국에서 폭동이 일어나며 혼란이 가중되어 있었고, 알바니아군의 무기가 코소보로 유입되며 KLA의 세력이 크게 확장되었다.
1998년 코소보 해방군은 아뎀 야샤리(Adem Jashari)의 지도 하에 단합하여 드레니차(Drenica) 지역에 근거지를 두고 유고슬라비아 경찰조직과 계속적인 무력 충돌을 벌이고 있었다. 3월에는 경찰과의 충돌로 수십명이 사망했으며, 세르비아 경찰이 Prekaz 마을에서 야샤리 일당을 소탕하면서 아동을 포함한 알바니아인 60명이 학살당하기도 했다. 이러한 알바니아계에 대한 조직적 인종학살은 수시로 벌여져 미국은 KLA를 비판하던 본래 입장을 선회하였고 서방세계의 본격적인 비난은 세르비아에 놓이게 된다. 한편 유고슬라비아에서는 세르비아 공화국과 몬테네그로 공화국이 합하여 세르비아가 주축이 된 신유고 연방의 새 정부가 들어섰다.

## 전개
5월에 신유고는 군대를 투입, KLA의 소탕 작전에 본격적으로 착수하게 된다. 이에 6월에는 미국과 유럽연합이 철수와 학살 방지를 촉구하였으나 세르비아 공화국은 이를 무시하였고 10월에는 북대서양 조약기구(NATO)가 무력사용을 결의하였다.
NATO는 1999년 3월 24일부터 세르비아 공화국에 대한 공습에 나섰으며, 27일 몬테네그로 공화국은 중립을 선언하였다. 이에 보리스 옐친 러시아 대통령은 침략전쟁이라며 비난하였다. 당초 NATO는 공습으로 며칠 이내에 세르비아 군경을 코소보 지역에서 몰아내고 평화유지군을 주둔시킬 생각이었으나 예상과 달리 세르비아군의 저항은 거세었다. 27일에는 미군의 F-117 나이트호크가 격추되고, 31일 미군 3명이 포로로 잡히면서 곤혹을 치르게 되자 곧 NATO는 추가 병력을 배치한다. 4월 13일 ~ 14일에는 알바니아 북부 지역에서도 교전이 벌어져 전쟁 확산의 우려가 깊어졌다.

## 종결
곧 러시아를 포함한 국제사회가 참여하여 중재를 위한 회담에 나서게 되었다. 5월 27일 UN이 밀로셰비치 대통령을 인종학살 등 전쟁범죄로 기소하였다. 5월 31일 G8이 평화계획에 동의하는 서명서를 제출하였으며 6월 3일 세르비아가 평화계획을 승인, 5일 NATO와 군사회담을 개최하였다. 6월 9일 UN에 상정된 평화 결의안에 세르비아가 서명하였고 25일 공식 종전되었다.
전쟁 중 NATO의 공습으로 인해 주베오그라드 중국 대사관 오폭 사건, 코소보 난민 등을 비롯한 민간인 오폭 사건들이 벌어져 논란이 되기도 했다. 한편 6월 10일 러시아군이 통보 없이 유고슬라비아로 진주하여 문제시되기도 하였다.

## 결과
이로써 유고슬라비아는 코소보 지역에 대한 통제권을 잃고 코소보는 사실상 독립하게 된다.
한편 세르비아에 의한 조직적 인종청소로 민간인을 포함한 많은 사람이 학살되었으며 슬로보단 밀로셰비치 등은 국제 사법 재판소에 전범으로 기소되어 재판 중 사망하였다.
또한 세르비아와 코소보에서 수십만에 달하는 난민이 발생하여 스위스 등 인접국을 비롯한 여러 국가로 밀려들었다.

## 같이 보기
- 마이클 이그나티에프

### 보고서
- Police in Kosovo charge 5, including ex-official, with international organ trafficking[깨진 링크(과거 내용 찾기)]
- UNDER ORDERS: War Crimes in Kosovo Human Rights Watch
- OSCE Kosovo Verification Mission Organization for Security and Co-operation in Europe (Internet Archive)
- Operation Allied Force NATO
- HUMANITARIAN LAW VIOLATIONS IN KOSOVO HRW (1998)
- ABUSES AGAINST SERBS AND ROMA IN THE NEW KOSOVO HRW (1999)
- The Ethnic Cleansing of Kosovo U.S. State Department
- Ethnic Cleansing in Kosovo: An Accounting U.S. State Department
- War and mortality in Kosovo, 1998 99: an epidemiological testimony The Lancet (PDF)
- Trebinje danas.com K. Mitrovica: Više od 100 povrijeđenih Srba, UNMIK policajaca i Kfora

### 미디어
- War in Europe PBS Frontline
- Kosovo fact files BBC News
- Focus on Kosovo 보관됨 2000-08-15 - 웨이백 머신 CNN
- How the (2008) Nobel Peace Prize was Won, by Gregory Elich, Counterpunch, published at Global Research. Diplomatic intervention of Finnish president Martti Ahtisaari on the conflict.

### 지도
- Maps of Kosovo, Perry-Castañeda Library Map Collection